# تپه خر اشکفت
تپه خر اشکفت مربوط به عصر مس - عصر مفرغ است و در شهرستان خرم‌آباد، بخش چغلوندی، دهستان بیرانوند شمالی، روستای خر اشکفت واقع شده و این اثر در تاریخ ۲۸ اسفند ۱۳۸۵ با شمارهٔ ثبت ۱۸۵۷۱ به‌عنوان یکی از آثار ملی ایران به ثبت رسیده است.